# Вакуленко Ліана Василівна
Ліана Василівна Вакуленко (*28 жовтня 1936 року, м. Запоріжжя), український археолог, доктор історичних наук, фахівець у галузі археології римського та ранньосередньовічного часу.

## Біографія
У 1961 р. закінчила історичний факультет Чернівецького державного університету. Протягом 1968—1971 рр. навчалася в аспірантурі Інституту археології АН УРСР. 1974 р. захистила кандидатську дисертацію «Населення Карпатського підгір'я в першій половині I тисячоліття н. е.», 2010 р. — докторську дисертацію «Східні Карпати в пізньоримський час (етнокультурні та соціально економічні процеси)».
Від 1971 р. — молодший, пізніше — старший науковий співробітник відділу археології ранніх слов'ян Інституту археології НАН України.

## Наукова діяльність
Наукові інтереси Л. В. Вакуленко зосереджені на вивченні стародавньої історії племен та етнокультурної ситуації у Подністров'ї та Карпатському басейні в І тис. н. е. Вона першою відкрила і провела дослідження поселень культури карпатських курганів, яка до того була представлена лише поховальними пам'ятками. Л. В. Вакуленко довела, що на території Прикарпаття у пізньоримський час внаслідок міграції германських племен (імовірно, тайфалів), склалася і під впливом античної цивілізації стабільно розвивалася культура карпатських курганів. Натомість на території Закарпаття постійні міграційні хвилі різних германських племен неодноразово змінювали етнокультурну ситуацію.
Л. В. Вакуленко понад 30 років керувала археологічними експедиціями з вивчення пам'яток культури карпатських курганів, черняхівської і липицької культур, ранньослов'янських старожитностей на території Прикарпаття і Подністров'я. Зокрема, нею досліджені пам'ятки: Глибока, Печеніжин, Трач, Королівка, Волосів, Пилипи, Товмачик, Сокіл, Завалля та ін.
Автор понад 120 наукових праць, серед яких розділи у колективних монографіях «Археологія Української РСР», т. ІІІ (К., 1975), «Археология Украинской ССР», т. 3 (К., 1986). «Этнокультурная карта территории УССР» (К., 1985), «Славяне Юго-Восточной Европы в предгосударственный период» (К., 1990); «Етногенез та етнічна історія населення Українських Карпат», т. 1, (Львів, 1999).

## Наукові праці
- Пам'ятки підгір'я Українських Карпат першої половини І тисячоліття н. е. — К., 1977;
- Славянские поселения І тыс. н. э. у с. Сокол на Среднем Днестре. — К., 1984 (в соавт.);
- Eastern Carpathians in the Late Roman Period // Acta Archaeologica Carpathica. — Craców, 2007—2008. — Vol. XLVII-XLVIII;
- Археологические свидетельства о народе тайфалов // Вестник Древней Истории. — 2009. — № 1;
- Восточные Карпаты в позднеримское время // Российская Археология. — М., 2009. — № 1. — С. 36-46;
- Возникновение гончарства и кельтский ренессанс у племенного населения Европы // Вестник Санкт-Петербургского университета. — 2009. — Сер. 2. — Вып. 1. — Ч. 1;
- Українські Карпати у пізньоримський час (етнокультурні та соціально-економічні процеси). — К., 2010.